# Unter fremden Sternen (fährt ein weißes Schiff nach Hongkong)
Unter fremden Sternen (fährt ein weißes Schiff nach Hongkong) ist der Titel eines deutschen Schlagers im Slow-Rock. Mit ihm hatte Freddy Quinn 1959 einen Nummer-eins-Hit. Komponiert wurde er von Lotar Olias, der Text stammt von Aldo von Pinelli.

## Geschichte
Mit dem Lied Unter fremden Sternen knüpften die Beteiligten an den vorangegangenen Erfolg des Freddy-Songs Die Gitarre und das Meer an. Wie bei diesem bildeten auch Lotar Olias und Aldo von Pinelli wieder das Autorenteam, für das Arrangement war ebenfalls Bert Kaempfert verantwortlich. Ebenso verfolgte man wieder das bewährte Konzept, um den Song einen Film mit Freddy als Hauptdarsteller zu produzieren, der unter dem Titel Freddy unter fremden Sternen zusammen mit der Plattenveröffentlichung in die Kinos kam.
Das Lied Unter fremden Sternen wurde am 10. September 1959 in der Musikhalle Hamburg unter der Leitung von Lotar Olias aufgenommen. Als B-Seite für die vorgesehene Single wurde der Titel Du musst alles vergessen produziert. Während die Platte im September 1959 durch Polydor unter der Katalognummer 23 981 in den Handel kam, startete der Film Freddy unter fremden Sternen am 17. Dezember 1959 in den Kinos.
Der A-Seiten-Titel der Schallplatte Unter fremden Sternen, in dem es um Fernweh und Heimweh geht, war schon am 3. Oktober 1959 von der Musikzeitschrift Musikmarkt in die Top 50 aufgenommen worden. Am 21. November hatte er Platz eins erreicht und verteidigte den Spitzenrang sechs Wochen lang. In der Musikbox der Jugendzeitschrift Bravo startete Freddy mit seinem neuen Titel am 17. November 1959 und war vom 1. Dezember bis zum 29. Dezember auf Platz eins. Der Musikmarkt stufte Unter fremden Sternen in die Hits des Jahres 1960 auf Platz vier ein, während er in der Jahresmusikbox 1960 von Bravo auf Rang fünf landete. Ebenso wie für Die Gitarre und das Meer verlieh Radio Luxemburg auch für Unter fremden Sternen einen Goldenen Löwen, auch die Schallplattenindustrie wiederholte ihre Auszeichnung mit der Platinplatte für den außerordentlichen Verkaufserfolg.
Ein Lied aus dem Jahr 2018 „Du hast mich gebeten, einen deutschen Text zu übersetzen“ (你叫我譯一首德國歌詞) der Hongkonger Indie-Band „My Little Airport“ wurde von diesem Lied inspiriert.

## Diskografie (Auswahl)
| Titel                   | Label          | Datum | Hinweis         |
| ----------------------- | -------------- | ----- | --------------- |
| Unter fremden Sternen   | Polydor 23981  | 1959  | Single          |
| Freddys goldene Erfolge | Polydor 73544  | 1965  | LP, Track B1    |
| Heimweh                 | Polydor 656003 | 1968  | LP, Track B1    |
| Unter fremden Sternen   | BMG            | 2002  | CD, Track 9     |
| Melodien für Millionen  | Sony           | 2011  | CD, Track 3     |
| Schlager Legende        | Goldies        | 2012  | 3 CD, Track 2/3 |